# Hexadecaan
Hexadecaan of cetaan is een koolwaterstof (alkaan) met als brutoformule C16H34. Het bestaat uit een lineaire keten met 16 koolstofatomen. Er bestaan 10.359 structuurisomeren van hexadecaan.

## Toepassingen
Hexadecaan wordt gebruikt als brandstof. Het is in het bijzonder de referentiebrandstof voor het bepalen van het cetaangetal van dieselbrandstof, als maat voor de zelfontbrandbaarheid. Het gedrag van de brandstof wordt vergeleken met het gedrag van hexadecaan. Hexadecaan komt namelijk zeer gemakkelijk tot zelfontbranding onder druk en aanwezigheid van zuurstof. Cetaangetal 100 betekent dat de brandstof zich gedraagt als 100% hexadecaan. Er hoeft echter geen hexadecaan in de brandstof te zitten: het cetaangetal is een referentiewaarde die iets zegt over het gedrag van de brandstof. Er zijn ook brandstoffen die een beter zelfontbrandingsgedrag hebben dan hexadecaan, waarbij het cetaangetal boven de 100 uitkomt.
Een vergelijkbare referentiebrandstof is iso-octaan, waaraan het octaangetal wordt ontleend, wat bij benzine een rol speelt. Hierbij gaat het echter om het omgekeerde: octaan komt niet gemakkelijk tot zelfontbranding onder druk en aanwezigheid van zuurstof, hetgeen bij benzinemotoren van belang is.